# Bedekovčina
Bedekovčina est un village et une municipalité située dans le Hrvatsko Zagorje dans le comitat de Krapina-Zagorje, en Croatie. Au recensement de 2001, la municipalité comptait 8 482 habitants, dont 99,13 % de Croates et le village seul comptait 3 486 habitants.

## Localités
La municipalité de Bedekovčina compte 15 localités :
| - Bedekovčina - Belovar Zlatarski - Brestovec Orehovički - Grabe - Kebel - Križanče - Lug Orehovički - Lug Poznanovečki | - Martinec Orehovički - Orehovica - Poznanovec - Pustodol Orehovički - Vojnić-Breg - Zadravec - Židovinjak |